# Calendarul sovietic
Calendarul sovietic se referă la calendarul gregorian implementat în 1918, la sărbătorile naționale și săptămânile de lucru de cinci și de șase zile din perioada 1929 și 1940. Calendarul gregorian, sub numele de „calendarul european occidental“, a fost implementat în Republica Sovietică Federativă Socialistă Rusă în februarie 1918 când s-a renunțat la datele din calendarul iulian de 1–13 februarie 1918. Până la nouă sărbători naționale (zile de odihnă plătite) au fost implementate în următorul deceniu, dar patru au fost eliminate sau unite la 24 septembrie 1929, lăsând doar cinci sărbători naționale, 22  ianuarie, 1–2 mai și 7–8 noiembrie, pentru a fi sărbătorite până în 1951, când 22 ianuarie a redevenit iar o zi normală de lucru. În perioada 1929 - 1940, săptămânile de lucru de cinci și de șase zile au fost folosite pentru 
programul de lucru, dar calendarul gregorian și săptămâna sa de șapte zile au continuat să fie folosite pentru toate celelalte scopuri. 
În vara anului 1929, s-au introdus săptămâni de lucru continuu de cinci zile în fabrici, birouri guvernamentale și întreprinderi comerciale, dar nu și în fermele colective. Una din cele cinci zile a fost repartizată la întâmplare unui lucrător ca zi de odihnă, fără a se ține cont de zilele de odihnă atribuite membrilor familiei sau prietenilor acestuia. Aceste săptămâni de muncă de cinci zile au continuat pe tot parcursul anului gregorian, întrerupte doar de cele cinci sărbători naționale. În vara anului 1931, s-au implementat săptămâni de muncă întrerupte de șase zile pentru majoritatea lucrătorilor, cu o zi comună de odihnă pentru toți lucrătorii care întrerup săptămânile de muncă. Cinci săptămâni de muncă de șase zile au fost alocate fiecărei luni gregoriene, mai mult sau mai puțin, cele cinci sărbători naționale transformând zilele normale de muncă în zile de odihnă. La 27 iunie 1940 atât săptămânile de muncă de cinci, cât și cele de șase zile au fost abandonate în favoarea săptămânilor de muncă de șapte zile. Săptămânile de lucru nu au fost colectate niciodată în luni de 30 de zile. 

## Istorie

### Calendarul gregorian

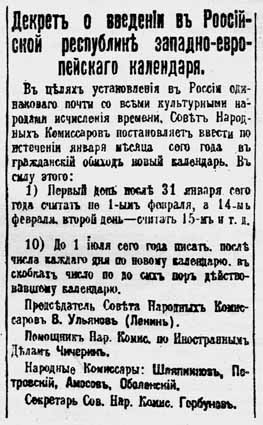
Decretul din 1918 prin care s-a adoptat „calendarul european occidental”

Calendarul gregorian a fost introdus în Rusia, la 14 februarie 1918 când au fost abandonate datele iuliene de 1–13 februarie 1918 în temeiul unui decret al Consiliului Comisarilor Poporului semnat la 24 ianuarie 1918 (iulian) de Vladimir Ilici Lenin. Decretul impunea ca data iuliană să fie scrisă între paranteze după data gregoriană până la 1 iulie 1918. Toate exemplele supraviețuitoare de calendare fizice din perioada 1929–40 arată lungimea neregulată a calendarului gregorian (cum ar fi cele afișate aici). Majoritatea calendarelor arătau toate zilele unui an gregorian ca o grilă cu șapte rânduri sau coloane pentru săptămâna tradițională de șapte zile cu prima zi fiind duminica. 

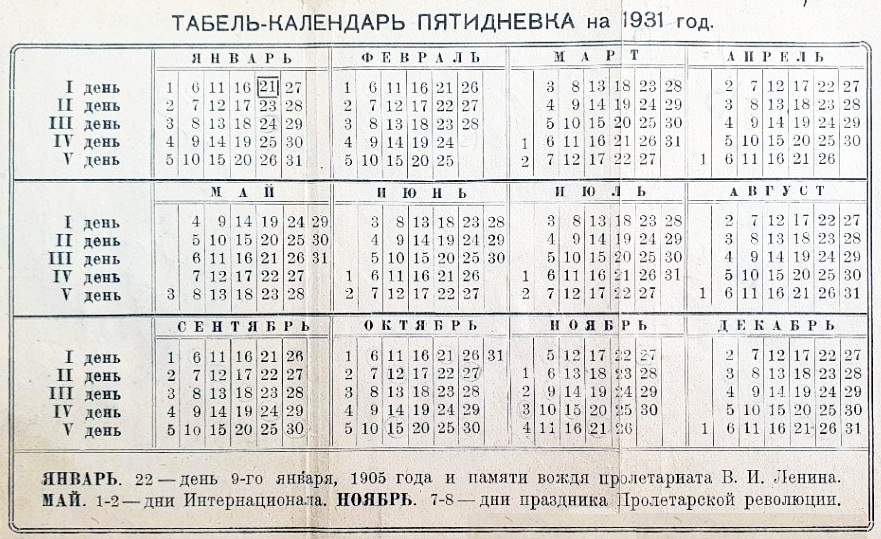
Calendar de buzunar sovietic, 1931. Săptămânile de lucru de cinci zile sunt numărate, cu excepția a celor cinci sărbători naționale

Calendarul de buzunar din 1931 prezentat în imaginea alăturată este un exemplu rar care exclude cele cinci sărbători naționale, permițând afișarea celor 360 de zile rămase ale anului gregorian ca o grilă cu cinci rânduri etichetate de la I la V pentru fiecare zi a săptămânii de cinci zile. În același timp, a conținut calendarul gregorian complet pe partea cealaltă. În toată această perioadă, Pravda, ziarul oficial al Partidului Comunist al Uniunii Sovietice, și alte ziare au continuat să folosească datele calendaristice gregoriene în frontispiciul publicațiilor împreună cu tradiționala săptămână de șapte zile. Pravda a datat mai multe numere individuale cu 31 ianuarie, 31 martie, 31 mai, 31 iulie, 31 august, 31 octombrie și 31 decembrie, dar nu a folosit niciodată 30 februarie în perioada 1929–1940. Numele tradiționale de „Înviere” (Воскресенье) pentru duminică și „Sabat” (Суббота) pentru sâmbătă au continuat să fie folosite, în ciuda politicii oficial ateistă anti-religioasă a guvernului sovietic. În zonele rurale, săptămâna tradițională de șapte zile a continuat să fie folosită în ciuda dezaprobării oficiale. Mai multe surse din anii 1930 au afirmat că vechiul calendar gregorian nu a fost schimbat. Două surse moderne afirmă explicit că structura calendarului gregorian nu a fost modificată.

### Săptămâni de lucru
În a doua jumătate a lunii mai 1929, Iuri Larin (Юрий Ларин, 1882–1932) a propus o săptămână continuă de muncă (nepreryvnaya rabochaya nedelya = nepreryvk) celui de-al cincilea Congres al Sovieticilor, dar atât de puțină atenție i-a fost acordată sugestiei sale încât președintele Congresului nici nu a menționat-o în discursul său final. Totuși, până la începutul lunii iunie 1929, Larin a primit aprobarea din partea lui Iosif Stalin, ceea ce a făcut ca toate ziarele să laude această idee. Schimbarea a fost avantajoasă mișcării anti-religioase, deoarece duminicile și sărbătorile religioase au devenit zile lucrătoare. La 8 iunie 1929, Consiliul Economic Suprem al R.S.F.S. Ruse i-a îndrumat pe experții săi în eficiența muncii să depună în termen de două săptămâni un plan de introducere a muncii continue. Înainte ca orice plan să fie disponibil, în prima jumătate a lunii iunie 1929, 15% din industrie s-a transformat în producție continuă după cum a afirmat Larin, probabil o supraestimare. La 26 august 1929, Consiliul Comisarilor Poporului (CPC) al Uniunii Sovietice (Sovnarkom) a declarat că „este esențial ca tranziția pregătită în mod sistematic a întreprinderilor și instituțiilor la o producție continuă să înceapă pe parcursul anului economic 1929–1930”. Lungimea săptămânilor de producție continuă nu a fost încă specificată, iar conversia urma să înceapă doar în cursul anului. Cu toate acestea, multe surse afirmă că data intrării în vigoare a săptămânilor de cinci zile a fost 1 octombrie 1929, care a reprezentat începutul anului economic. Dar au fost folosite multe alte durate ale săptămâni de lucru continuu, toate fiind introduse treptat.

### Implementarea săptămânilor de producție continuă
Duratele specifice pentru săptămânile de producție continuă au fost menționate pentru prima dată când au fost emise reguli pentru săptămâna de lucru continuu de cinci zile la 24 septembrie 1929. La 23 octombrie 1929, construcțiile de clădiri și schimburile comerciale de sezon au avut loc în săptămâni de muncă continuă de șase zile, în timp ce fabricile care întrerupeau în mod regulat producția în fiecare lună pentru întreținere și reparații au fost programate la șase sau șapte zile de producție continuă. În decembrie 1929, s-a raportat că au fost utilizate aproximativ 50 de versiuni diferite ale săptămânii de lucru continuu, cea mai lungă fiind o „săptămână” de 37 de zile (30 de zile de muncă continuă urmate de șapte zile de odihnă). Până la sfârșitul anului 1929, s-au emis ordine pentru ca săptămâna continuă să fie extinsă la 43% din totalul lucrătorilor industriali până la 1 aprilie 1930 și la 67% până la 1 octombrie 1930. Conversia efectivă a fost mai rapidă, cu 63% până la 1 aprilie 1930. În iunie 1930 a fost decretată finalizarea conversiei în cadrul tuturor industriilor pe parcursul anului economic 1930–31, cu excepția industriei textile. La 1 octombrie 1930 s-a atins folosirea sa maximă, 72,9% din lucrătorii industriali fiind în program continuu. După aceea, folosirea sa a scăzut. Toate aceste cifre oficiale au fost oarecum umflate, deoarece unele fabrici au afirmat că au adoptat săptămâna continuă fără să facă acest lucru. Săptămâna continuă a fost aplicată și lucrătorilor cu amănuntul și guvernului, dar nu au fost publicate detalii în acest sens.

### Implementarea săptămânilor de șase zile
Încă din mai 1930, în timp ce utilizarea săptămânii continue era încă în avans, unele fabrici au revenit la o săptămână întreruptă. La 30 aprilie 1931, unele dintre cele mai mari fabrici din Uniunea Sovietică au fost programate să lucreze după săptămâna întreruptă de șase zile (Шестидневка = șestidnevka). La 23 iunie 1931, Stalin a ordonat săptămâna de muncă continuă, așa cum a fost practicată, susținând utilizarea temporară a săptămânii întrerupte de șase zile (o zi de odihnă obișnuită pentru toți lucrătorii) până la rezolvarea problemelor cu săptămâna de muncă continuă. În august 1931, majoritatea fabricilor au lucrat cu o săptămână de șase zile de lucru întrerupt, ca urmare a unui interviu cu comisarul poporului pentru muncă, care a restricționat sever utilizarea săptămânii continue. Trecerea oficială la planuri non-continue a fost decretată de către Sovnarkom la 23 noiembrie 1931. Instituțiile care au servit nevoile culturale și sociale și întreprinderile angajate în producție continuă, cum ar fi topirea minereului, au fost exceptate. S-a spus adesea că data intrării în vigoare a săptămânii de lucru întrerupt de șase zile a fost 1 decembrie 1931, dar aceasta este doar prima lună întreagă după „conversia oficială”. Ultimele date disponibile indică faptul că, la 1 iulie 1935 74,2% din totalul lucrătorilor din industrie se aflau în programări întrerupte (aproape toate săptămânile de șase zile), în timp ce 25,8% erau încă în program continuu. Datorită unui decret din 26 iunie 1940, săptămâna tradițională de șapte zile cu duminica ca zi comună de odihnă a fost reintrodusă pe 27 iunie 1940.

## Săptămâni de cinci zile

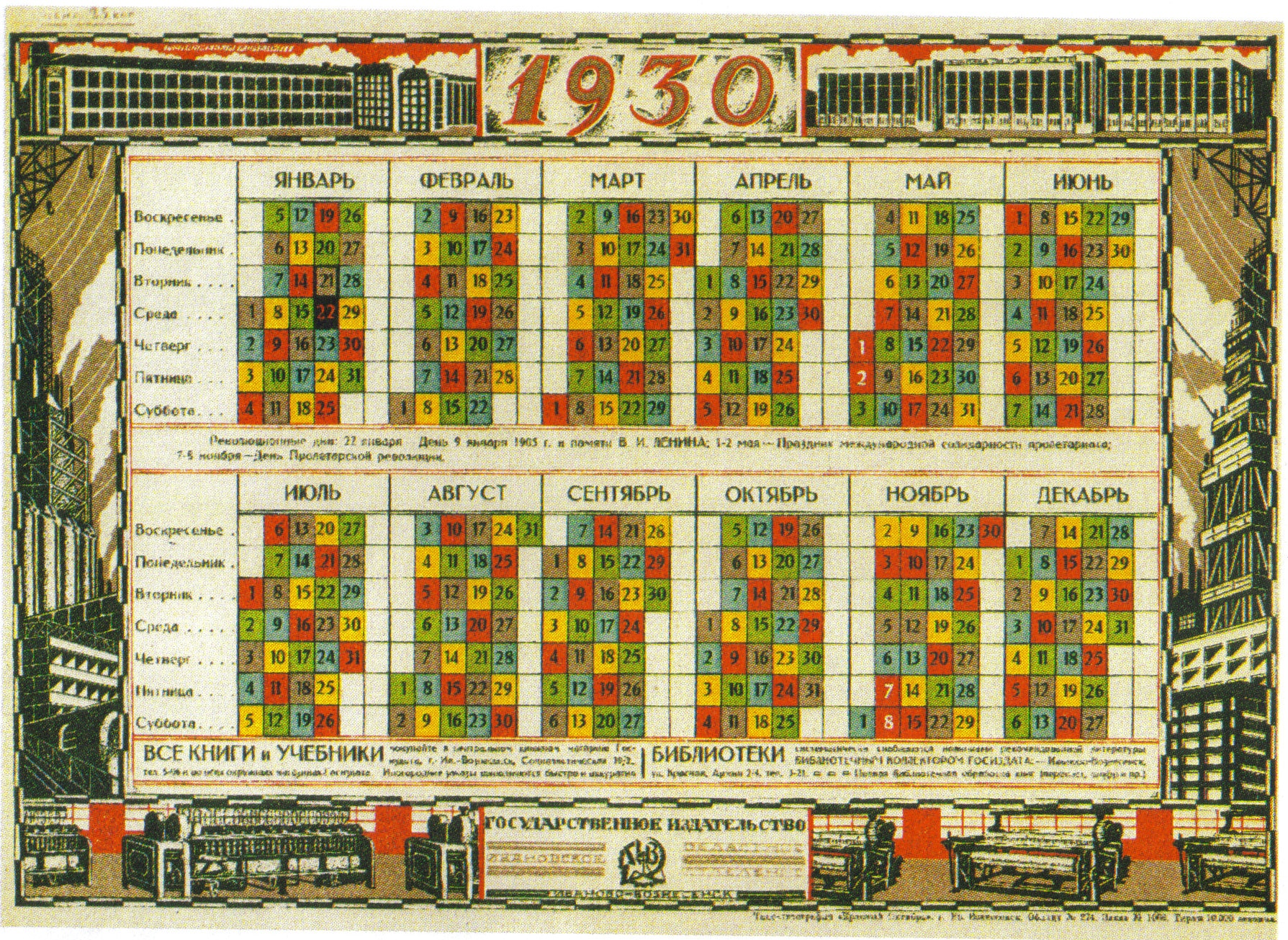
Calendar sovietic, 1930 Săptămână de lucru colorată de cinci zile. Zile grupate în săptămâni de șapte zile. O sărbătoare națională în negru, patru cu numere albe

Fiecare zi a săptămânii de cinci zile a fost etichetată fie cu una din cele cinci culori, fie cu un număr roman de la I la V. Fiecare muncitor a primit o culoare sau un număr pentru a identifica ziua de odihnă.
Optzeci la sută din forța de muncă a fiecărei fabrici lucra în fiecare zi (cu excepția sărbătorilor), în încercarea de a crește producția în timp ce 20% dintre angajați se odihneau. Dar, dacă un soț și soție, precum și rudele și prietenii lor li s-ar fi atribuit culori sau numere diferite, nu ar fi avut o zi de odihnă comună pentru viața lor de familie sau socială. Mai mult decât atât, mașinile s-au defectat mai des, atât pentru că erau folosite de muncitori care nu erau familiarizați cu ele, cât și pentru că nu putea fi efectuată nicio întreținere asupra mașinilor care nu au fost niciodată oprite în fabricile cu programări continue (24 de ore / zi de zi). Săptămâni de cinci zile (și mai târziu săptămâni de șase zile) „au făcut imposibil ca duminica să fie o zi de odihnă.” Această măsură a fost introdusă în mod intenționat „pentru a facilita lupta de eliminare a religiei.”
Culorile variază în funcție de sursa consultată. Calendarul în culori din 1930 din figura alăturată are zile de violet, albastru, galben, roșu și verde, în această ordine, începând cu 1 ianuarie. Un scriitor anonim în 1936 a susținut că albastru este a doua zi a săptămânii, dar a afirmat că roșu este prima zi a săptămânii. Cu toate acestea, în majoritatea surselor albastrul este înlocuit cu roz, portocaliu, sau piersiciu, toate specificând o ordine diferită de galben, roz/portocaliu/piersiciu, roșu, violet și verde.

## Săptămâni de șase zile

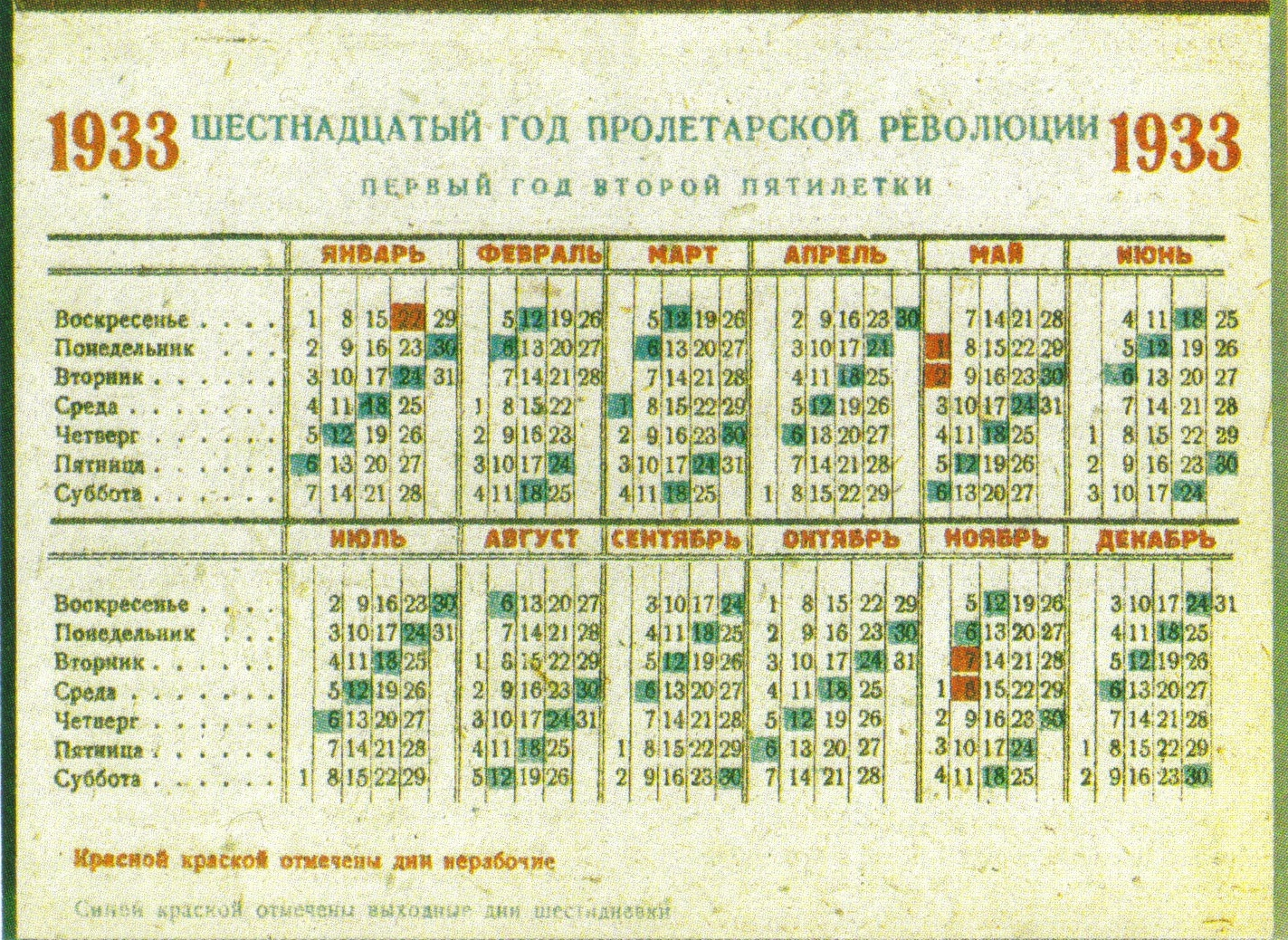
Calendar sovietic, 1933 - Zile grupate în săptămâni de șapte zile. Ziua de odihnă a săptămânii de muncă de șase zile în albastru. Cinci sărbători naționale în roșu

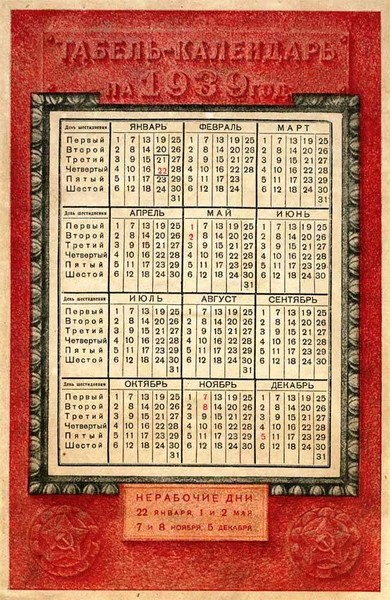
Calendar sovietic, 1939 Zile grupate în săptămâni de muncă de șase zile. Fiecare zi de 31 este în afara săptămânii de șase zile. Ultima săptămână din februarie de șase zile este scurtă. Șase sărbători naționale în roșu

Din vara anului 1931 și până la 26 iunie 1940, fiecare lună gregoriană a fost împărțită de obicei în cinci săptămâni de șase zile, din ce în ce mai puțin (așa cum arată calendarele din 1933 și 1939 afișate aici). A șasea zi a fiecărei săptămâni a fost o zi uniformă pentru toți lucrătorii, adică zilele de 6, 12, 18, 24 și 30 ale fiecărei luni. Ultima zi a lunilor de 31 de zile a fost întotdeauna o zi de lucru suplimentară în fabrici, care, combinată cu primele cinci zile ale lunii următoare, a dus la șase zile de muncă succesive. Dar unele birouri comerciale și guvernamentale au tratat a 31-a zi ca o zi suplimentară de odihnă. Pentru a compensa cea de-a cincea săptămână a lunii februarie, 1 martie a devenit o zi uniformă, urmată de patru zile succesive de muncă în prima săptămână a lunii martie (2–5). Ultima săptămâna a lunii februarie a avut patru zile lucrătoare în anii obișnuiți (25–28) și cinci zile lucrătoare în anii bisecți (25–29). Dar unele întreprinderi au tratat 1 martie ca pe o zi de muncă obișnuită, ceea ce a dus la nouă sau zece zile succesive de muncă între 25 februarie și 5 martie, inclusiv. Datele celor cinci sărbători naționale nu s-au schimbat, dar au fost transformate cinci zile obișnuite de muncă în sărbători situate între trei săptămâni de șase zile, în loc să fie împărțite acele săptămâni în două părți (niciuna dintre aceste sărbători nu a căzut în „a șasea zi”).

## Sărbători naționale
La 10 decembrie 1918 s-au decretat șase sărbători bolșevice, perioadă în care munca era interzisă.
- 1 ianuarie - Ziua Anului Nou
- 22 ianuarie - Ziua de 9 ianuarie 1905 
Comemorează duminica însângerată din 9 ianuarie 1905 (iulian) sau 22 ianuarie 1905 (gregorian)
- 12 martie - Ziua răsturnării autocrației 
Comemorează răscoala Gărzilor Imperiale (aproximativ 60.000 de soldați) din Petrograd (acum Saint Petersburg), la 27 februarie 1917 (Iulian) sau 12 martie 1917 (gregorian) în timpul Revoluției din februarie
- 18 martie - Ziua Comunei din Paris
Comemorează răscoala Gărzii Naționale de la Paris la 18 martie 1871 (gregorian) care a stabilit comuna din Paris
- 1 mai - Zi internațională[30]
Sărbătorirea în Rusia și ulterior în Uniunea Sovietica a Zilei Internationale a Muncitorilor
- 7 noiembrie - Ziua Revoluției Proletariatului
Comemorează răscoala bolșevică din 25 octombrie 1917 (iulian) sau 7 noiembrie 1917 (gregorian)

În ianuarie 1925, la 21 ianuarie fost adăugată aniversarea morții lui Lenin în 1924. Cu toate că alte evenimente au fost comemorate în alte date, nu au fost zile de odihnă. Inițial, „sărbătorile din mai” și „sărbătorile din noiembrie” au fost de câte o zi ( 1 mai și 7 noiembrie), dar ambele au fost prelungite de la una la două zile în 1928, transformând în sărbători publice zilele de 2 mai și 8 noiembrie.
Până în 1929, consiliile regionale ale sindicatelor sau guvernele locale au fost autorizate să organizeze sărbători publice suplimentare, în total până la 10 zile pe an. Cu toate că acestea au fost zile de odihnă, pentru aceste zile nu s-a plătit concediul. De obicei, cel puțin unele dintre aceste zile au fost folosite pentru sărbătorile religioase, de obicei cele ale Bisericii Ortodoxe Ruse  (de ex. Paștele), dar în unele localități, probabil, și ale altor religii.
La 24 septembrie 1929, trei vacanțe au fost eliminate, 1 ianuarie, 12 martie și 18 martie. Ziua lui Lenin din 21 ianuarie a fost contopită cu 22 ianuarie. Cele cinci sărbători rezultate au continuat să fie sărbătorite până în 1951, când 22 ianuarie a încetat să mai fie sărbătoare. Vezi și История праздников России (Istoria sărbătorilor din Rusia). 
- 22 ianuarie - Ziua comemorării zilei de 9 ianuarie 1905 și a Memoriei lui V. I. Lenin 
Comemorează duminica însângerată de la 9 ianuarie 1905 (Iulian) sau 22 ianuarie 1905 (gregorian) și moartea lui Vladimir Lenin la 21 January 1925 (gregorian)
- 1–2 mai - Zilele internaționale ale Muncii
- 7–8 noiembrie - Zile aniversării revoluției din octombrie

Două articole din Jurnalul de reformă calendaristică (1938 și 1943) au două erori, specificând 9 ianuarie și 26 octombrie, ne-realizând că ambele sunt date calendaristice iuliene echivalente cu datele gregoriene nespecificate 22 ianuarie și 8 noiembrie, așadar ele specifică 9 ianuarie, 21 ianuarie, 1 mai, 26 octombrie și 7 noiembrie, la care se adaugă o zi bisectă la 4 ani.

## Luni eronate de 30 de zile
Multe surse afirmă în mod eronat că ambele săptămâni de muncă de cinci și șase zile au fost adunate în luni de 30 de zile. 
Un articol din revista Time care a menționat săptămâni sovietice de muncă de cinci zile, pe care le-a numit „calendar etern”, le-a asociat cu calendarul republican francez, care a avut luni care conțineau trei săptămâni de zece zile. În februarie 1930 o comisie guvernamentală a propus un „calendar revoluționar sovietic” care conține douăsprezece luni de 30 de zile, plus cinci sărbători naționale care nu făceau parte din nicio lună, dar propunerea a fost respinsă, deoarece ar fi diferit de calendarul gregorian folosit de restul Europei. Patru articole din Jurnalul de reformă calendaristică (1938, 1940, 1943, 1954) au considerat că săptămânile de cinci zile au fost colectate de fapt în luni de 30 de zile, la fel ca mai multe surse moderne.
Un articol din 1931 al revistei Time care a raportat săptămâni de șase zile a afirmat că și ele au fost adunate în luni de 30 de zile, cu cele cinci sărbători naționale între aceste luni. Două dintre articolele din Jurnalul de reformă calendaristică (1938 și 1943) au considerat că săptămânile de șase zile, precum și cele de cinci zile, au fost colectate în luni de 30 de zile.   Câteva surse moderne afirmă că săptămânile de cinci zile plus primii doi ani ai săptămânilor de șase zile au fost colectate în luni de 30 de zile.
Aparent, pentru a plasa cele cinci sărbători naționale între lunile de 30 de zile de la 1 octombrie 1929, Parise  a schimbat Ziua lui Lenin pe 31 ianuarie, a lăsat două zile ale proletariatului în perioada 1–2 mai și a trecut două zile ale Revoluției pe 31 octombrie și 1 noiembrie, plus 1 ianuarie (toate fiind date gregoriene). Afirmând că toate lunile au avut 30 de zile între 1 octombrie 1929 și 1 decembrie 1931, Oxford Companion to the Yearr (1999) a „corectat” lista lui Parise, precizând că „Ziua lui Lenin” a fost după 30 ianuarie ( 31 ianuarie gregorian), cele 1-2 zile ale „Întâiului Mai  Muncitoresc” au fost după 30 aprilie (1–2 mai gregorian), două „Zile ale industriei” au fost după 7 noiembrie (8–9 noiembrie gregorian) și au pus ziua anului bisect la 30 februarie (2 martie gregorian).